# Пурранке
Пурранке (исп. Purranque) — город в Чили. Административный центр одноимённой коммуны. Население — 11 618 человек (2002). Город и коммуна входит в состав провинции Осорно и области Лос-Лагос.
Территория коммуны — 1458,8 км². Численность населения — 20 905 жителей (2007). Плотность населения — 14,33 чел./км².

## Расположение
Город расположен в 65 км на северо-запад от административного центра области города Пуэрто-Монт и в 37 км на юг от административного центра провинции города Осорно.
Коммуна граничит:
- на севере — c коммуной Рио-Негро
- на востоке — с коммуной Пуэрто-Октай
- на юге — c коммунами Фресия, Фрутильяр

На западе коммуны расположен Тихий океан.
Согласно сведениям, собранным в ходе переписи Национальным институтом статистики, население коммуны составляет 20 905 человек, из которых 10 469 мужчин и 10 436 женщин.
Население коммуны составляет 2,63 % от общей численности населения области Лос-Лагос. 37,93 % относится к сельскому населению и 62,07 % — городское население.

### Важнейшие населенные пункты коммуны
- Пурранке (город) — 11 618 жителей
- Корте-Альто(поселок) — 1647 жителей